# Массовые убийства в США
Массовые убийства в США нередко принимают специфическую форму «убийства как развлечения», когда в течение короткого времени один человек совершает в разных местах несколько убийств (причём жертвы часто отбираются хаотично).
В США регулярно сообщается о случаях массовых убийств, в основном с применением огнестрельного оружия (в том числе о стрельбе в школах).
Каждый такой случай обостряет национальное обсуждение необходимости ограничений на свободное приобретение и владение огнестрельным оружием, гарантированное второй поправкой к конституции США. Это одна из позиций, по которым годами ведётся полемика между демократами и республиканцами.

Статистика с 1982 по 2021 г. Серая область — период Федерального запрета на штурмовое оружие

## Национальные данные и исследования
В октябре 2014 года исследователи Гарвардского университета заявили, что за последние три года количество массовых расстрелов в США увеличилось. Учёные выявили, что с 2011 года количество массовых расстрелов возросло в три раза, в среднем они происходят каждые 64 дня, в то время как в период с 1982 по 2011 год подобные преступления происходили один раз примерно в 200 дней. Гарвардское исследование перекликается с докладом ФБР, сделанным в сентябре 2014 года, в котором говорится о резком увеличении случаев расстрела за последние шесть лет, причем в среднем в 2007—2013 гг. в год произошло 16,4 расстрела, по сравнению с 6,4 расстрелами с 2000 по 2006 года.
Согласно некоторым исследованиям, в Соединенных Штатах происходит больше массовых расстрелов, чем в любой другой стране. Стрелявшие обычно либо погибают в результате самоубийства, реже их задерживают или убивают сотрудники правоохранительных органов или гражданские лица. Ведётся база данных массовых убийств AP/USA Today/Northeastern University. В базе отслеживаются убийства, в которых погибли четыре или более человек, не считая преступника.
Массовые убийства составляли менее 0,2 % всех убийств в Соединенных Штатах в период с 2000 по 2016 год. По оценкам, треть массовых убийств в США совершается людьми с психическими отклонениями. В последние годы отмечается, что многие убийцы принимали психотропные препараты (такие сообщения есть начиная с середины 1980-х годов).

## Крупнейшие массовые убийства
Крупнейшими по числу жертв в истории США являются следующие убийства:
| Дата            | Инцидент                                                 | Локация                                           | Погибли | Пострадали |
| --------------- | -------------------------------------------------------- | ------------------------------------------------- | ------- | ---------- |
| 1 октября 2017  | Стрельба в Лас-Вегасе                                    | Фестиваль «Route 91», Лас-Вегас-Стрип, Лас-Вегасе | 61      | 544        |
| 12 июня 2016    | Массовое убийство в Орландо                              | ЛГБТ-клуб Pulse, Орландо                          | 50      | 53         |
| 16 апреля 2007  | Массовое убийство в Виргинском политехническом институте | Политехнический университет Виргинии, Блэксберг   | 33      | 25         |
| 14 декабря 2012 | Массовое убийство в начальной школе «Сэнди-Хук»          | Сэнди-Хук, Ньютаун                                | 28      | 2          |
| 5 ноября 2017   | Стрельба в Сазерленд-Спрингс                             | Баптистская церковь, Сазерленд-Спрингс, Уилсон    | 27      | 22         |
| 16 октября 1991 | Стрельба в Луби                                          | Кафе Luby's, Киллин                               | 24      | 27         |
| 3 августа 2019  | Массовое убийство в городе Эль-Пасо                      | Walmart, Эль-Пасо                                 | 23      | 24         |
| 18 июля 1984    | Стрельба в Сан-Диего                                     | McDonald’s, Сан-Диего                             | 22      | 19         |
| 24 мая 2022     | Массовое убийство в начальной школе «Робб»               | Начальная школа «Робб», Ювалде                    | 22      | 18         |
| 25 октября 2023 | Стрельба в Льюистоне                                     | Боулинг клуб, ресторан, Льюистон                  | 19      | 13         |
| 14 февраля 2018 | Стрельба в средней школе Марджори Стоунман Дуглас        | Школа Марджори Стоунман Дуглас, Паркленд, Брауард | 17      | 17         |
| 1 августа 1966  | Стрельба в Университете Техаса                           | Техасский университет, Остин                      | 17      | 32         |